# 江廷燮
江廷燮（？—？），安徽省徽州府婺源縣人，清朝政治人物、同進士出身。
光緒九年（1883年），参加癸未科殿試，登進士三甲163名。同年五月，著交吏部掣签分发各省，以知县即用。